# Periophthalmus waltoni
Periophthalmus waltoni är en fiskart som beskrevs av Koumans, 1941. Periophthalmus waltoni ingår i släktet Periophthalmus och familjen smörbultsfiskar. Inga underarter finns listade i Catalogue of Life.